# Borko Novaković
Borko Novaković (in serbo Борко Новаковић?; Virovitica, 24 aprile 1981) è un ex calciatore serbo, di ruolo difensore.